# Vittorio Siri

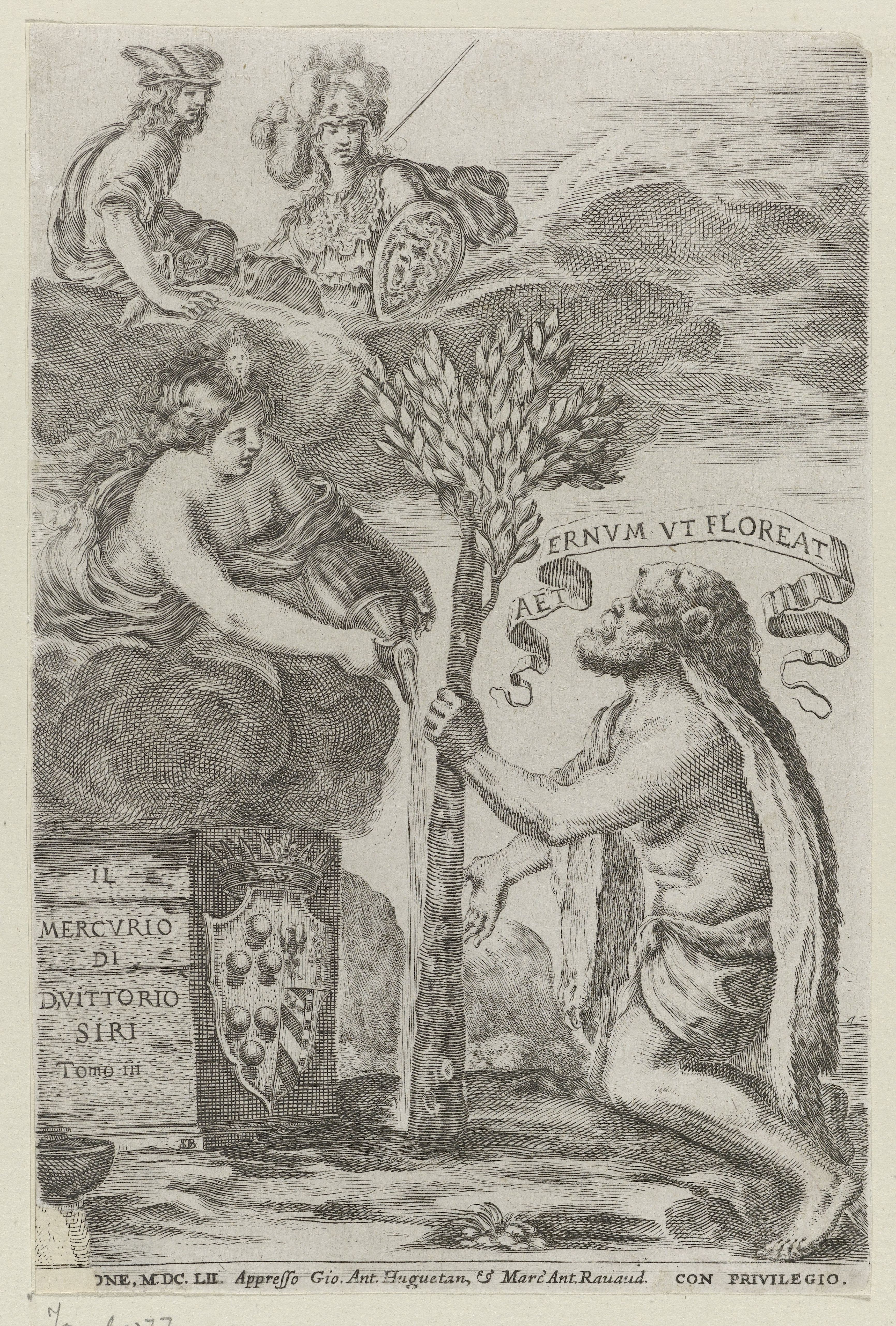
Titelseite des dritten Bandes von „Il Mercurio“ (1662)

Vittorio Siri oder Francesco Siri (* 2. November 1608 in Parma; † 6. Oktober 1685 in Paris) war ein italienischer Geschichtsschreiber, Mathematiker und Mönch.

## Leben
Siri wurde in Parma geboren und studierte im Benediktinerkloster San Giovanni Evangelista in Parma, wo er 1625 seine Gelübde ablegte. Er spezialisierte sich auf Geometrie und ging nach Venedig, wo er Mathematik lehrte.
Er freundete sich mit dem Botschafter Frankreichs an und fand Gefallen an politischen Angelegenheiten.
1640 veröffentlichte er ein Buch über die Besetzung von Casale Monferrato, in dem er die französische Position verteidigte. Kardinal Richelieu gewährte ihm Zugang zu seinen Archiven und dank der neuen Erkenntnisse veröffentlichte er ein monumentales Werk mit dem Titel „Il Mercurio overo historia de‘ correnti tempi“, das zwischen 1644 und 1682 in insgesamt 15 Bänden erschien. „Il Mercurio“ enthält die Geschichte der Zeit von 1635 bis 1655. «Diese Schriften werden wegen vieler geheimer Nachrichten, so darinne vorkommen, und vornehmlich wegen der beygebrachten Originalien, die er aus den Archiven erhalten, hochgeachtet.» (Jöcher IV, 619 ff.).
Kardinal Mazarin ehrte ihn mit einer Pension und dem Titel eines Ratsherrn, Kaplans und Historikers des Königs von Frankreich. Er zog daher 1649 nach Frankreich und lebte ab 1655 am Hof. Zwischenzeitlich arbeitete er als Informant für den Herzog von Parma. Er starb 1685 in Paris.